# Killer (film)
Pour les articles homonymes, voir Killer.
Pour plus de détails, voir Fiche technique et Distribution.
Killer (殺手, Dao shou) est un film hongkongais réalisé par Billy Chung, sorti en 2000.

## Synopsis
Tung, Po, Yung et Mantis sont des tueurs à gage d'élite au service des Triades. À la différence des autres professionnels, ils n'utilisent pas d'armes à feu pour exécuter leurs contrats mais des armes blanches. Plus que trentenaires, ils veulent dorénavant se retirer des affaires et vivre d'une activité légale. Mais quand un gang rival les provoque, ils doivent recommencer ce qu'ils savent faire le mieux : tuer.

## Fiche technique
- Titre : Killer
- Titre original : 殺手 (Dao shou)
- Réalisation : Billy Chung
- Scénario : Edmond Pang
- Pays d'origine : Hong Kong
- Format : Couleurs - 1,85:1 - Dolby Digital - 35 mm
- Genre : Action
- Durée : 88 minutes
- Date de sortie : 24 février 2000 (Hong Kong)

## Distribution
- Jordan Chan : Tung
- Simon Loui : Po
- Ken Wong : Ho
- Mark Cheng : Mantis
- YoYo Mung : Ivy